# Peter Paul Pfausler
Peter Paul Pfausler (* 1. Februar 1871 in Roppen; † 24. Jänner 1924 in Innsbruck) war ein österreichischer Psychiater und Landwirtschaftsfachmann.

## Leben
Peter Paul Pfausler war ein Bauernsohn und studierte an der Universität Innsbruck Medizin. Er war an der Gründung der christlichen Studentenverbindung AKV Tirolia Innsbruck beteiligt. 1897 wurde er Sekundararzt an der Landesirrenanstalt Valduna in Vorarlberg und mit 1900 Direktor der Anstalt.
Pfausler beschäftigte sich auch mit Anliegen der Landwirtschaft. Für seine Entwürfe für Schweineställe in Deutschland erhielt er Anerkennungen. In Österreich wurde er vom Ministerium für Land- und Forstwirtschaft als Konsulent für landwirtschaftliches Bauwesen bestellt.
1922 erhielt er die politische Funktion eines Landeskulturrates in Tirol. Mit Pfausler vereinigte sich der Kreditverband der Tiroler Bauernsparkasse mit dem Verband der Raiffeisenverbandes und weiteren landwirtschaftlichen Genossenschaften. Die Vereinigung der Ein- und Verkaufsgenossenschaft der Tiroler Landwirte verband sich mit der Warenabteilung des Kreditverbandes zum Tiroler Genossenschaftsverband. Pfausler vertrat im Verwaltungsrat der Bundesbahnen die Landwirtschaft.